# Waima (fleuve)
Le fleuve «Waima » (en anglais : Waima River) est un cours d’eau de la région du Northland, dans l’île du Nord de la Nouvelle-Zélande.

## Géographie
Il s’écoule à travers la vallée de Waima jusque dans le mouillage de Hokianga Harbor. La ville de Rawene est au nord-ouest, et celle de Kaikohe est au nord-est  du fleuve,.